# Emakumeen Nafarroako Klasikoa 2022
La 4e édition de l'Emakumeen Nafarroako Klasikoa a eu lieu le 10 mai 2022. La course fait partie du calendrier international féminin UCI 2022 en catégorie 1.1. Elle est remportée par l'Australienne Sarah Gigante.

## Équipes
| Équipe continentale- Colombia Tierra de Atletas-GW Bicicletas UCI Women's WorldTeams (7)- Team BikeExchange-Jayco - EF Education-TIBCO-SVB - Human Powered Health - Liv Racing Xstra - Movistar Team - Roland Cogeas-Edelweiss Squad - UAE Team ADQ Équipes féminines continentales (11)- Arkéa Pro Cycling Team - Bepink - Bizkaia-Durango - Eneicat-RBH - Farto-BTC - Laboral Kutxa-Fundacion Euskadi - Massi Tactic - Río Miera-Cantabria Deporte - Stade Rochelais Charente-Maritime - Sopela - Valcar-Travel & Service Équipe féminines amateur (2)- Vipeq-La Vaca Purpura - Zaaf |
| |

## Récit de la course
Une échappée comprenant au moins Nadine Michaela Gill,  Urška Žigart et Sara Martín. Sarah Gigante, Veronica Ewers, Mavi Garcia et Kristen Faulkner partent en poursuite. Elles opèrent la jonction, mais Urška Žigart et Nadine Michaela Gill se sont échappées entre-temps. Elles sont reprises par la suite. À trente kilomètres de l'arrivée, Sarah Gigante attaque et s'impose seule. Veronica Ewers est deuxième,.

## Classements

### Classement final
| \| Classement général \| Classement général \| Classement général \| Classement général \| Classement général \| \| Coureuse \| Coureuse \| Pays \| Équipe \| Temps \| \| ------------------ \| ----------------------- \| ------------------ \| ----------------------- \| ------------------ \| \| 1re \| Sarah Gigante \| Australie \| Movistar Team \| 4 h 05 min 26 s \| \| 2e \| Veronica Ewers \| États-Unis \| EF Education-TIBCO-SVB \| + 2 min 31 s \| \| 3e \| Paula Patiño \| Colombie \| Movistar Team \| + 2 min 31 s \| \| 4e \| Kristen Faulkner \| États-Unis \| Team BikeExchange-Jayco \| + 2 min 32 s \| \| 5e \| Mavi García \| Espagne \| UAE Team ADQ \| + 3 min 52 s \| \| 6e \| Ane Santesteban \| Espagne \| Team BikeExchange-Jayco \| + 4 min 08 s \| \| 7e \| Kristabel Doebel-Hickok \| États-Unis \| EF Education-TIBCO-SVB \| + 4 min 11 s \| \| 8e \| Urška Žigart \| Slovénie \| Team BikeExchange-Jayco \| + 4 min 23 s \| \| 9e \| Ruby Roseman-Gannon \| Australie \| Team BikeExchange-Jayco \| + 4 min 29 s \| \| 10e \| Kathrin Hammes \| Allemagne \| EF Education-TIBCO-SVB \| + 4 min 29 s \| |                         |            |                         |                 |
| |                         |            |                         |                 |
| |                         |            |                         |                 |
| Classement général |                         |            |                         |                 |
| Coureuse | Coureuse                | Pays       | Équipe                  | Temps           |
| 1re | Sarah Gigante           | Australie  | Movistar Team           | 4 h 05 min 26 s |
| 2e | Veronica Ewers          | États-Unis | EF Education-TIBCO-SVB  | + 2 min 31 s    |
| 3e | Paula Patiño            | Colombie   | Movistar Team           | + 2 min 31 s    |
| 4e | Kristen Faulkner        | États-Unis | Team BikeExchange-Jayco | + 2 min 32 s    |
| 5e | Mavi García             | Espagne    | UAE Team ADQ            | + 3 min 52 s    |
| 6e | Ane Santesteban         | Espagne    | Team BikeExchange-Jayco | + 4 min 08 s    |
| 7e | Kristabel Doebel-Hickok | États-Unis | EF Education-TIBCO-SVB  | + 4 min 11 s    |
| 8e | Urška Žigart            | Slovénie   | Team BikeExchange-Jayco | + 4 min 23 s    |
| 9e | Ruby Roseman-Gannon     | Australie  | Team BikeExchange-Jayco | + 4 min 29 s    |
| 10e | Kathrin Hammes          | Allemagne  | EF Education-TIBCO-SVB  | + 4 min 29 s    |

### Points UCI
| Position           | 1er | 2e | 3e | 4e | 5e | 6e | 7e | 8e | 9e | 10e | 11e | 12e | 13e à 15e | 16e à 25e |
| Classement général | 125 | 85 | 70 | 60 | 50 | 40 | 35 | 30 | 25 | 20  | 15  | 10  | 5         | 3         |

## Liste des participantes
| Movistar Team MOV | Movistar Team MOV      | Movistar Team MOV |
| ----------------- | ---------------------- | ----------------- |
| Num               | Coureuse               | Pos               |
| 1                 | Katrine Aalerud (NOR)  | AB                |
| 2                 | Sarah Gigante (AUS)    | 1re               |
| 3                 | Sheyla Gutiérrez (ESP) | AB                |
| 4                 | Sara Martín (ESP)      | AB                |
| 5                 | Lourdes Oyarbide (ESP) | AB                |
| 6                 | Paula Patiño (COL)     | 3e                |

| Team BikeExchange-Jayco BEX | Team BikeExchange-Jayco BEX | Team BikeExchange-Jayco BEX |
| --------------------------- | --------------------------- | --------------------------- |
| Num                         | Coureuse                    | Pos                         |
| 11                          | Ane Santesteban (ESP)       | 6e                          |
| 12                          | Urška Žigart (SLO)          | 8e                          |
| 13                          | Ruby Roseman-Gannon (AUS)   | 9e                          |
| 14                          | Georgia Williams (NZL)      | 38e                         |
| 15                          | Wei Shi Chelsie Tan (SGP)   | AB                          |
| 16                          | Kristen Faulkner (USA)      | 4e                          |

| UAE Team ADQ UAD | UAE Team ADQ UAD            | UAE Team ADQ UAD |
| ---------------- | --------------------------- | ---------------- |
| Num              | Coureuse                    | Pos              |
| 21               | Mavi García (ESP) (route)   | 5e               |
| 22               | Linda Zanetti (SUI)         | 53e              |
| 24               | Eugenia Bujak (SLO) (route) | AB               |
| 25               | Alessia Patuelli (ITA)      | AB               |

| EF Education-TIBCO-SVB TIB | EF Education-TIBCO-SVB TIB    | EF Education-TIBCO-SVB TIB |
| -------------------------- | ----------------------------- | -------------------------- |
| Num                        | Coureuse                      | Pos                        |
| 31                         | Veronica Ewers (USA)          | 2e                         |
| 32                         | Kristabel Doebel-Hickok (USA) | 7e                         |
| 33                         | Magdeleine Vallieres (CAN)    | 46e                        |
| 34                         | Abi Smith (GBR)               | 27e                        |
| 35                         | Kathrin Hammes (GER)          | 10e                        |
| 36                         | Clara Honsinger (USA)         | 51e                        |

| Roland Cogeas-Edelweiss Squad CGS | Roland Cogeas-Edelweiss Squad CGS | Roland Cogeas-Edelweiss Squad CGS |
| --------------------------------- | --------------------------------- | --------------------------------- |
| Num                               | Coureuse                          | Pos                               |
| 41                                | Ines Cantera (ESP)                | 16e                               |
| 42                                | Petra Stiasny (SUI)               | 37e                               |
| 43                                | Olga Zabelinskaïa (UZB)           | 50e                               |
| 44                                | Tamara Dronova (RUS)              | 17e                               |
| 45                                | Caroline Baur (SUI)               | AB                                |
| 46                                | Rotem Gafinovitz (ISR)            | AB                                |

| Liv Racing Xstra LIV | Liv Racing Xstra LIV           | Liv Racing Xstra LIV |
| -------------------- | ------------------------------ | -------------------- |
| Num                  | Coureuse                       | Pos                  |
| 51                   | Jeanne Korevaar (NED)          | 47e                  |
| 52                   | Marta Jaskulska (POL)          | AB                   |
| 53                   | Tereza Neumanová (CZE) (route) | AB                   |
| 54                   | Katia Ragusa (ITA)             | 31e                  |
| 55                   | Silke Smulders (NED)           | AB                   |

| Valcar-Travel & Service VAL | Valcar-Travel & Service VAL | Valcar-Travel & Service VAL |
| --------------------------- | --------------------------- | --------------------------- |
| Num                         | Coureuse                    | Pos                         |
| 61                          | Olivia Baril (CAN)          | 11e                         |
| 62                          | Alice Maria Arzuffi (ITA)   | AB                          |
| 63                          | Elena Pirrone (ITA)         | 54e                         |
| 64                          | Elizabeth Stannard (AUS)    | 15e                         |
| 65                          | Margaux Vigié (FRA)         | 44e                         |
| 66                          | Federica Piergiovanni (ITA) | 33e                         |

| Human Powered Health HPW | Human Powered Health HPW | Human Powered Health HPW |
| ------------------------ | ------------------------ | ------------------------ |
| Num                      | Coureuse                 | Pos                      |
| 71                       | Nina Buysman (NED)       | AB                       |
| 72                       | Marit Raaijmakers (NED)  | 32e                      |
| 73                       | Eri Yonamine (JPN)       | 49e                      |
| 75                       | Barbara Malcotti (ITA)   | 14e                      |
| 76                       | Henrietta Christie (NZL) | 25e                      |

| Arkéa Pro Cycling Team ARK | Arkéa Pro Cycling Team ARK | Arkéa Pro Cycling Team ARK |
| -------------------------- | -------------------------- | -------------------------- |
| Num                        | Coureuse                   | Pos                        |
| 81                         | Julia Biryukova (UKR)      | 18e                        |
| 82                         | Morgane Coston (FRA)       | 13e                        |
| 83                         | Charlotte Becker (GER)     | AB                         |
| 84                         | Pauline Allin (FRA)        | 22e                        |
| 86                         | Maryanne Hinault (FRA)     | AB                         |

| Laboral Kutxa-Fundación Euskadi LKF | Laboral Kutxa-Fundación Euskadi LKF | Laboral Kutxa-Fundación Euskadi LKF |
| ----------------------------------- | ----------------------------------- | ----------------------------------- |
| Num                                 | Coureuse                            | Pos                                 |
| 91                                  | Idoia Eraso (ESP)                   | 24e                                 |
| 92                                  | Irantzu Beloki (ESP)                | AB                                  |
| 93                                  | Sandra Gutierrez (ESP)              | AB                                  |
| 94                                  | Usoa Ostolaza (ESP)                 | 20e                                 |
| 95                                  | Ariana Gilabert (ESP)               | AB                                  |
| 96                                  | Yurani Blanco (ESP)                 | AB                                  |

| Farto-BTC FAR | Farto-BTC FAR                    | Farto-BTC FAR |
| ------------- | -------------------------------- | ------------- |
| Num           | Coureuse                         | Pos           |
| 101           | Ántri Christofórou (CYP) (route) | 21e           |
| 102           | Marta Romeu (ESP)                | AB            |
| 103           | Ariadna Gutiérrez (MEX)          | 40e           |
| 104           | Marie-Soleil Blais (CAN)         | 57e           |
| 105           | Margalida Capella (ESP)          | AB            |
| 106           | Maria Del Pilar Jimenez (ESP)    | AB            |

| Colombia Tierra de Atletas CTF | Colombia Tierra de Atletas CTF | Colombia Tierra de Atletas CTF |
| ------------------------------ | ------------------------------ | ------------------------------ |
| Num                            | Coureuse                       | Pos                            |
| 111                            | Paula Carrasco (COL)           | AB                             |
| 112                            | Lorena Colmenares (COL)        | 23e                            |
| 113                            | Sara Moreno (COL)              | 29e                            |
| 114                            | Estefanía Herrera (COL)        | 36e                            |
| 115                            | Jessenia Meneses (COL)         | 28e                            |
| 116                            | Liseth Carrero (COL)           | AB                             |

| Stade Rochelais Charente-Maritime CMW | Stade Rochelais Charente-Maritime CMW    | Stade Rochelais Charente-Maritime CMW |
| ------------------------------------- | ---------------------------------------- | ------------------------------------- |
| Num                                   | Coureuse                                 | Pos                                   |
| 121                                   | Marine Allione (FRA)                     | AB                                    |
| 122                                   | Manon Souyris (FRA)                      | 30e                                   |
| 123                                   | Natalie Grinczer (GBR)                   | 34e                                   |
| 124                                   | Noémie Abgrall (FRA)                     | 19e                                   |
| 125                                   | Frances Janse van Rensburg (RSA) (route) | 45e                                   |

| Bepink BPK | Bepink BPK                      | Bepink BPK |
| ---------- | ------------------------------- | ---------- |
| Num        | Coureuse                        | Pos        |
| 131        | Elisabet Escursell Valero (ESP) | AB         |
| 132        | Nadia Quagliotto (ITA)          | AB         |
| 133        | Prisca Savi (ITA)               | AB         |
| 134        | Valentina Basilico (ITA)        | AB         |
| 135        | Matilde Vitillo (ITA)           | 42e        |
| 136        | Nora Jenčušová (SVK)            | 48e        |

| Eneicat-RBH EIC | Eneicat-RBH EIC                | Eneicat-RBH EIC |
| --------------- | ------------------------------ | --------------- |
| Num             | Coureuse                       | Pos             |
| 141             | Anastasiia Lebedeva (RUS)      | 26e             |
| 142             | Lija Laizāne (LAT)             | 55e             |
| 143             | Marina Varenyk (UKR)           | 43e             |
| 144             | Varvara Fasoi (GRE) (route)    | AB              |
| 146             | Aidi Gerde Tuisk (EST) (route) | AB              |

| Massi Tactic MAT | Massi Tactic MAT      | Massi Tactic MAT |
| ---------------- | --------------------- | ---------------- |
| Num              | Coureuse              | Pos              |
| 151              | Mireia Benito (ESP)   | AB               |
| 152              | Maaike Coljé (NED)    | 35e              |
| 153              | Corinna Lechner (GER) | AB               |
| 154              | Nathalie Eklund (SWE) | AB               |
| 156              | Sofia Gomes (POR)     | AB               |

| Río Miera-Cantabria Deporte RMC | Río Miera-Cantabria Deporte RMC | Río Miera-Cantabria Deporte RMC |
| ------------------------------- | ------------------------------- | ------------------------------- |
| Num                             | Coureuse                        | Pos                             |
| 161                             | Eva Anguela (ESP)               | AB                              |
| 162                             | Ania Horcajada (ESP)            | AB                              |
| 163                             | Carolina Esteban (ESP)          | AB                              |
| 164                             | Laura Tenorio (ESP)             | AB                              |
| 165                             | Beatriz Roxo (POR)              | AB                              |
| 166                             | Susana Perez (ESP)              | AB                              |

| Bizkaia-Durango BDU | Bizkaia-Durango BDU     | Bizkaia-Durango BDU |
| ------------------- | ----------------------- | ------------------- |
| Num                 | Coureuse                | Pos                 |
| 171                 | Aileen Schweikart (GER) | 41e                 |
| 172                 | Melissa Maia (POR)      | 56e                 |
| 173                 | Daniela Campos (POR)    | AB                  |
| 174                 | Alba Teruel (ESP)       | AB                  |
| 175                 | Carolina Upegui (COL)   | AB                  |
| 176                 | Sofía Rodríguez (ESP)   | AB                  |

| Zaaf Cycling Team ___ | Zaaf Cycling Team ___                      | Zaaf Cycling Team ___ |
| --------------------- | ------------------------------------------ | --------------------- |
| Num                   | Coureuse                                   | Pos                   |
| 181                   | Mandana Dehghan (IRI)                      | 39e                   |
| 182                   | Maria De Los Angeles Medina Gonzalez (ESP) | AB                    |
| 183                   | Camila Ayala (ARG)                         | AB                    |
| 184                   | Maribel Aguirre (ARG)                      | AB                    |
| 186                   | Dolores Rodriguez (ARG)                    | AB                    |

| Vipeq-La Vaca Purpura ___ | Vipeq-La Vaca Purpura ___  | Vipeq-La Vaca Purpura ___ |
| ------------------------- | -------------------------- | ------------------------- |
| Num                       | Coureuse                   | Pos                       |
| 191                       | Liubov Malervein (RUS)     | AB                        |
| 192                       | Muskilda Olortiz (ESP)     | 52e                       |
| 193                       | Victoria Juanicotena (ESP) | AB                        |
| 194                       | Lorena Ruperez (ESP)       | AB                        |

| Sopela Women's Team SWT | Sopela Women's Team SWT        | Sopela Women's Team SWT |
| ----------------------- | ------------------------------ | ----------------------- |
| Num                     | Coureuse                       | Pos                     |
| 202                     | Nadine Michaela Gill (GER)     | 12e                     |
| 204                     | Maria Banlles Santamaria (ESP) | AB                      |
| 205                     | Isabel Ferreres Navarro (ESP)  | AB                      |
| 206                     | Cristina Barrajon (ESP)        | AB                      |

| Movistar Team MOV | Movistar Team MOV      | Movistar Team MOV |
| ----------------- | ---------------------- | ----------------- |
| Num               | Coureuse               | Pos               |
| 1                 | Katrine Aalerud (NOR)  | AB                |
| 2                 | Sarah Gigante (AUS)    | 1re               |
| 3                 | Sheyla Gutiérrez (ESP) | AB                |
| 4                 | Sara Martín (ESP)      | AB                |
| 5                 | Lourdes Oyarbide (ESP) | AB                |
| 6                 | Paula Patiño (COL)     | 3e                |

| Team BikeExchange-Jayco BEX | Team BikeExchange-Jayco BEX | Team BikeExchange-Jayco BEX |
| --------------------------- | --------------------------- | --------------------------- |
| Num                         | Coureuse                    | Pos                         |
| 11                          | Ane Santesteban (ESP)       | 6e                          |
| 12                          | Urška Žigart (SLO)          | 8e                          |
| 13                          | Ruby Roseman-Gannon (AUS)   | 9e                          |
| 14                          | Georgia Williams (NZL)      | 38e                         |
| 15                          | Wei Shi Chelsie Tan (SGP)   | AB                          |
| 16                          | Kristen Faulkner (USA)      | 4e                          |

| UAE Team ADQ UAD | UAE Team ADQ UAD            | UAE Team ADQ UAD |
| ---------------- | --------------------------- | ---------------- |
| Num              | Coureuse                    | Pos              |
| 21               | Mavi García (ESP) (route)   | 5e               |
| 22               | Linda Zanetti (SUI)         | 53e              |
| 24               | Eugenia Bujak (SLO) (route) | AB               |
| 25               | Alessia Patuelli (ITA)      | AB               |

| EF Education-TIBCO-SVB TIB | EF Education-TIBCO-SVB TIB    | EF Education-TIBCO-SVB TIB |
| -------------------------- | ----------------------------- | -------------------------- |
| Num                        | Coureuse                      | Pos                        |
| 31                         | Veronica Ewers (USA)          | 2e                         |
| 32                         | Kristabel Doebel-Hickok (USA) | 7e                         |
| 33                         | Magdeleine Vallieres (CAN)    | 46e                        |
| 34                         | Abi Smith (GBR)               | 27e                        |
| 35                         | Kathrin Hammes (GER)          | 10e                        |
| 36                         | Clara Honsinger (USA)         | 51e                        |

| Roland Cogeas-Edelweiss Squad CGS | Roland Cogeas-Edelweiss Squad CGS | Roland Cogeas-Edelweiss Squad CGS |
| --------------------------------- | --------------------------------- | --------------------------------- |
| Num                               | Coureuse                          | Pos                               |
| 41                                | Ines Cantera (ESP)                | 16e                               |
| 42                                | Petra Stiasny (SUI)               | 37e                               |
| 43                                | Olga Zabelinskaïa (UZB)           | 50e                               |
| 44                                | Tamara Dronova (RUS)              | 17e                               |
| 45                                | Caroline Baur (SUI)               | AB                                |
| 46                                | Rotem Gafinovitz (ISR)            | AB                                |

| Liv Racing Xstra LIV | Liv Racing Xstra LIV           | Liv Racing Xstra LIV |
| -------------------- | ------------------------------ | -------------------- |
| Num                  | Coureuse                       | Pos                  |
| 51                   | Jeanne Korevaar (NED)          | 47e                  |
| 52                   | Marta Jaskulska (POL)          | AB                   |
| 53                   | Tereza Neumanová (CZE) (route) | AB                   |
| 54                   | Katia Ragusa (ITA)             | 31e                  |
| 55                   | Silke Smulders (NED)           | AB                   |

| Valcar-Travel & Service VAL | Valcar-Travel & Service VAL | Valcar-Travel & Service VAL |
| --------------------------- | --------------------------- | --------------------------- |
| Num                         | Coureuse                    | Pos                         |
| 61                          | Olivia Baril (CAN)          | 11e                         |
| 62                          | Alice Maria Arzuffi (ITA)   | AB                          |
| 63                          | Elena Pirrone (ITA)         | 54e                         |
| 64                          | Elizabeth Stannard (AUS)    | 15e                         |
| 65                          | Margaux Vigié (FRA)         | 44e                         |
| 66                          | Federica Piergiovanni (ITA) | 33e                         |

| Human Powered Health HPW | Human Powered Health HPW | Human Powered Health HPW |
| ------------------------ | ------------------------ | ------------------------ |
| Num                      | Coureuse                 | Pos                      |
| 71                       | Nina Buysman (NED)       | AB                       |
| 72                       | Marit Raaijmakers (NED)  | 32e                      |
| 73                       | Eri Yonamine (JPN)       | 49e                      |
| 75                       | Barbara Malcotti (ITA)   | 14e                      |
| 76                       | Henrietta Christie (NZL) | 25e                      |

| Arkéa Pro Cycling Team ARK | Arkéa Pro Cycling Team ARK | Arkéa Pro Cycling Team ARK |
| -------------------------- | -------------------------- | -------------------------- |
| Num                        | Coureuse                   | Pos                        |
| 81                         | Julia Biryukova (UKR)      | 18e                        |
| 82                         | Morgane Coston (FRA)       | 13e                        |
| 83                         | Charlotte Becker (GER)     | AB                         |
| 84                         | Pauline Allin (FRA)        | 22e                        |
| 86                         | Maryanne Hinault (FRA)     | AB                         |

| Laboral Kutxa-Fundación Euskadi LKF | Laboral Kutxa-Fundación Euskadi LKF | Laboral Kutxa-Fundación Euskadi LKF |
| ----------------------------------- | ----------------------------------- | ----------------------------------- |
| Num                                 | Coureuse                            | Pos                                 |
| 91                                  | Idoia Eraso (ESP)                   | 24e                                 |
| 92                                  | Irantzu Beloki (ESP)                | AB                                  |
| 93                                  | Sandra Gutierrez (ESP)              | AB                                  |
| 94                                  | Usoa Ostolaza (ESP)                 | 20e                                 |
| 95                                  | Ariana Gilabert (ESP)               | AB                                  |
| 96                                  | Yurani Blanco (ESP)                 | AB                                  |

| Farto-BTC FAR | Farto-BTC FAR                    | Farto-BTC FAR |
| ------------- | -------------------------------- | ------------- |
| Num           | Coureuse                         | Pos           |
| 101           | Ántri Christofórou (CYP) (route) | 21e           |
| 102           | Marta Romeu (ESP)                | AB            |
| 103           | Ariadna Gutiérrez (MEX)          | 40e           |
| 104           | Marie-Soleil Blais (CAN)         | 57e           |
| 105           | Margalida Capella (ESP)          | AB            |
| 106           | Maria Del Pilar Jimenez (ESP)    | AB            |

| Colombia Tierra de Atletas CTF | Colombia Tierra de Atletas CTF | Colombia Tierra de Atletas CTF |
| ------------------------------ | ------------------------------ | ------------------------------ |
| Num                            | Coureuse                       | Pos                            |
| 111                            | Paula Carrasco (COL)           | AB                             |
| 112                            | Lorena Colmenares (COL)        | 23e                            |
| 113                            | Sara Moreno (COL)              | 29e                            |
| 114                            | Estefanía Herrera (COL)        | 36e                            |
| 115                            | Jessenia Meneses (COL)         | 28e                            |
| 116                            | Liseth Carrero (COL)           | AB                             |

| Stade Rochelais Charente-Maritime CMW | Stade Rochelais Charente-Maritime CMW    | Stade Rochelais Charente-Maritime CMW |
| ------------------------------------- | ---------------------------------------- | ------------------------------------- |
| Num                                   | Coureuse                                 | Pos                                   |
| 121                                   | Marine Allione (FRA)                     | AB                                    |
| 122                                   | Manon Souyris (FRA)                      | 30e                                   |
| 123                                   | Natalie Grinczer (GBR)                   | 34e                                   |
| 124                                   | Noémie Abgrall (FRA)                     | 19e                                   |
| 125                                   | Frances Janse van Rensburg (RSA) (route) | 45e                                   |

| Bepink BPK | Bepink BPK                      | Bepink BPK |
| ---------- | ------------------------------- | ---------- |
| Num        | Coureuse                        | Pos        |
| 131        | Elisabet Escursell Valero (ESP) | AB         |
| 132        | Nadia Quagliotto (ITA)          | AB         |
| 133        | Prisca Savi (ITA)               | AB         |
| 134        | Valentina Basilico (ITA)        | AB         |
| 135        | Matilde Vitillo (ITA)           | 42e        |
| 136        | Nora Jenčušová (SVK)            | 48e        |

| Eneicat-RBH EIC | Eneicat-RBH EIC                | Eneicat-RBH EIC |
| --------------- | ------------------------------ | --------------- |
| Num             | Coureuse                       | Pos             |
| 141             | Anastasiia Lebedeva (RUS)      | 26e             |
| 142             | Lija Laizāne (LAT)             | 55e             |
| 143             | Marina Varenyk (UKR)           | 43e             |
| 144             | Varvara Fasoi (GRE) (route)    | AB              |
| 146             | Aidi Gerde Tuisk (EST) (route) | AB              |

| Massi Tactic MAT | Massi Tactic MAT      | Massi Tactic MAT |
| ---------------- | --------------------- | ---------------- |
| Num              | Coureuse              | Pos              |
| 151              | Mireia Benito (ESP)   | AB               |
| 152              | Maaike Coljé (NED)    | 35e              |
| 153              | Corinna Lechner (GER) | AB               |
| 154              | Nathalie Eklund (SWE) | AB               |
| 156              | Sofia Gomes (POR)     | AB               |

| Río Miera-Cantabria Deporte RMC | Río Miera-Cantabria Deporte RMC | Río Miera-Cantabria Deporte RMC |
| ------------------------------- | ------------------------------- | ------------------------------- |
| Num                             | Coureuse                        | Pos                             |
| 161                             | Eva Anguela (ESP)               | AB                              |
| 162                             | Ania Horcajada (ESP)            | AB                              |
| 163                             | Carolina Esteban (ESP)          | AB                              |
| 164                             | Laura Tenorio (ESP)             | AB                              |
| 165                             | Beatriz Roxo (POR)              | AB                              |
| 166                             | Susana Perez (ESP)              | AB                              |

| Bizkaia-Durango BDU | Bizkaia-Durango BDU     | Bizkaia-Durango BDU |
| ------------------- | ----------------------- | ------------------- |
| Num                 | Coureuse                | Pos                 |
| 171                 | Aileen Schweikart (GER) | 41e                 |
| 172                 | Melissa Maia (POR)      | 56e                 |
| 173                 | Daniela Campos (POR)    | AB                  |
| 174                 | Alba Teruel (ESP)       | AB                  |
| 175                 | Carolina Upegui (COL)   | AB                  |
| 176                 | Sofía Rodríguez (ESP)   | AB                  |

| Zaaf Cycling Team ___ | Zaaf Cycling Team ___                      | Zaaf Cycling Team ___ |
| --------------------- | ------------------------------------------ | --------------------- |
| Num                   | Coureuse                                   | Pos                   |
| 181                   | Mandana Dehghan (IRI)                      | 39e                   |
| 182                   | Maria De Los Angeles Medina Gonzalez (ESP) | AB                    |
| 183                   | Camila Ayala (ARG)                         | AB                    |
| 184                   | Maribel Aguirre (ARG)                      | AB                    |
| 186                   | Dolores Rodriguez (ARG)                    | AB                    |

| Vipeq-La Vaca Purpura ___ | Vipeq-La Vaca Purpura ___  | Vipeq-La Vaca Purpura ___ |
| ------------------------- | -------------------------- | ------------------------- |
| Num                       | Coureuse                   | Pos                       |
| 191                       | Liubov Malervein (RUS)     | AB                        |
| 192                       | Muskilda Olortiz (ESP)     | 52e                       |
| 193                       | Victoria Juanicotena (ESP) | AB                        |
| 194                       | Lorena Ruperez (ESP)       | AB                        |

| Sopela Women's Team SWT | Sopela Women's Team SWT        | Sopela Women's Team SWT |
| ----------------------- | ------------------------------ | ----------------------- |
| Num                     | Coureuse                       | Pos                     |
| 202                     | Nadine Michaela Gill (GER)     | 12e                     |
| 204                     | Maria Banlles Santamaria (ESP) | AB                      |
| 205                     | Isabel Ferreres Navarro (ESP)  | AB                      |
| 206                     | Cristina Barrajon (ESP)        | AB                      |